# Samhold må til
Samhold må til är en norsk kortfilm från 1935 i regi av Olav Dalgard. Filmen var en beställningsfilm av Arbeidernes opplysningsforbund och skildrar arbetar- och fackföreningsrörelsen.

## Rollista
- Alfred Maurstad – Øyvin Dalen
- Edvard Drabløs – Øyvins far
- Egil Eide – direktören
- Helge Essmar – Karl
- Ingjald Haaland – "Gubben Griner"
- Aase Jacobsen – Marit
- Tryggve Larssen – Svart-Pelle
- Martin Linge – tillsynsmannen
- Sigurd Magnussøn – kontorschefen
- Tordis Maurstad – Lisa Dalen
- Aage Pedersen – Anton
- Toralf Sandø – Knudsen
- Henny Skjønberg – Øyvins mor